# Carmen (kommun)
Carmen är en kommun i Mexiko.   Den ligger i delstaten Campeche, i den sydöstra delen av landet, 800 km öster om huvudstaden Mexico City. Antalet invånare är 199 988. Arean är 862 120 kvadratkilometer.
Terrängen i Carmen är varierad.
Följande samhällen finns i Carmen:
- Ciudad del Carmen
- Sabancuy
- Isla Aguada
- Colonia Emiliano Zapata
- Licenciado Gustavo Díaz Ordaz
- Pital Nuevo
- Nueva Chontalpa
- Puerto Rico
- Nuevo Campechito
- Felipe Ángeles
- Juan de la Cabada Vera
- Kilómetro Diez
- Ojo de Agua
- El Arca
- Ignacio Zaragoza
- Venustiano Carranza
- Santa Rita
- Quebrache
- La Nueva Esperanza
- Centauro del Norte
- Carlos Salinas de Gortari
- Los Manantiales
- Belisario Domínguez
- Diecinueve de Octubre
- Vista Alegre